# Buddenhagen
Buddenhagen è una frazione del comune di Wolgast del Meclemburgo-Pomerania Anteriore, in Germania.
Appartiene al circondario della Pomerania Anteriore-Greifswald ed è parte della comunità amministrativa (Amt) Am Peenestrom.
Fino alla fine del 2011 era comune autonomo, a partire dal 1º gennaio 2012 è stata incorporata, insieme all'ex-comune di Hohendorf alla città di Wolgast.